# Orthalicoidea
Orthalicoidea Martens, 1860 è una superfamiglia di molluschi gasteropodi dell'ordine Stylommatophora. È l'unica superfamiglia dell'infraordine Orthalicoidei.

## Tassonomia
Comprende le seguenti famiglie:
- Amphibulimidae P. Fischer, 1873
- Bothriembryontidae Iredale, 1937
- Bulimulidae Tryon, 1867
- Megaspiridae Pilsbry, 1904
- Odontostomidae Pilsbry & Vanatta, 1898
- Orthalicidae Martens, 1860
- Simpulopsidae Schileyko, 1999

In passato erano attribuite alla superfamiglia anche le famiglie Urocoptidae e Cerionidae ora incluse nella superfamiglia Urocoptoidea.